# Variante Boa Vista-Guedes
A Variante Boa Vista-Guedes é uma ligação ferroviária existente entre a estação de Boa Vista, em Campinas, e Guedes, em Jaguariúna.
Em 1972 ocorreu a inauguração da Refinaria do Planalto Paulista (Replan), em Paulínia. Com isso, a Fepasa construiu um ramal que saía da estação Boa Vista, em Campinas, até a nova refinaria. Esse trecho foi entregue em 28 de novembro de 1973. Com isso, o trecho que servia a Replan passou a ser um ramal da nova variante.
A nova variante foi inaugurada com três estações (Boa Vista, Paulínia e Jaguariúna) e um posto de controle (Alça), demolido após 2004. Em 1977 a Fepasa suprimiu o trecho da antiga Mogiana entre Campinas e Guedes, em Jaguariúna. Atualmente a variante Boa Vista-Guedes é parte da Ferrovia Centro-Atlântica, administrada pela VLI.